# Jardin Exotique de Monaco

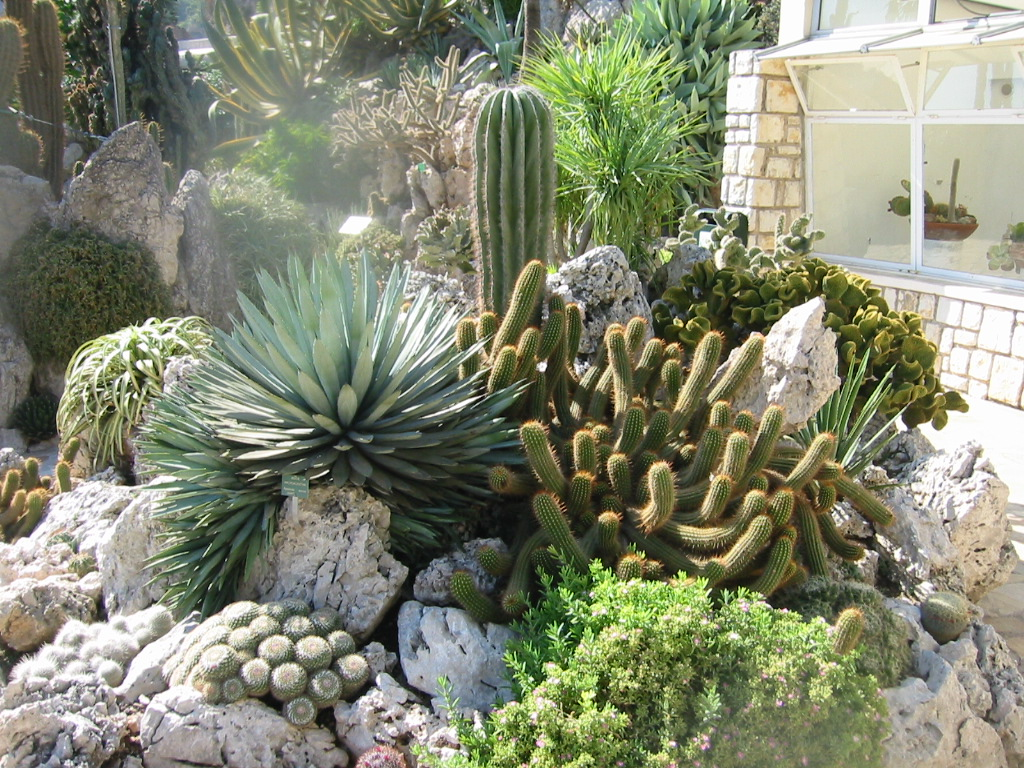
Succulenten bij de botanische tuin

De Jardin Exotique de Monaco (Nederlands: exotische tuin van Monaco) is een botanische tuin in Monaco. Hij is geopend in 1933 en heeft een grote collectie succulenten waaronder veel cactussen.

## Geschiedenis
De succulenten zijn in de late jaren van 1860 meegenomen vanuit Mexico. In 1895 werden ze in Jardin St. Martin door Augustin Gastaud verbouwd.
Prins Albert I van Monaco kwam in het bezit van een stuk land in Les Moneghetti in 1912. Hij gaf opdracht aan Louis Notari, de hoofdingenieur van Monaco, om een nieuwe tuin te bouwen. In 1916 vond Notari tijdens de bouw een grot. De constructie van de tuin werd afgerond in 1933. De Monegask Louis Vatrican was de eerste bestuurder van de tuin tussen 1933 en 1969. Na 1969 werd hij opgevolgd door Marcel Kroenlein. Marcel Kroenlein was bestuurder van 1969 tot 1993 en werd opgevolgd door Jean-Marie Solichon die sinds 1993 bestuurder is.

## De grot
De grot is geopend voor het publiek in 1950, echter is het alleen toegestaan om met specialisten naar binnen te gaan.
Er zijn veel stalagmieten en stalactieten in de grot. Ook is er bewijs dat er in de prehistorie mensen in de grot hebben geleefd. In de tuin ligt een museum voor prehistorische antropologie waarin veel van de vondsten uit de grot worden tentoongesteld.

## Botanic Gardens Conservation International
De botanische tuin is aangesloten bij Botanic Gardens Conservation International, een non-profitorganisatie die botanische tuinen samen wil brengen in een wereldwijd samenwerkend netwerk om te komen tot het behoud van de biodiversiteit van planten.